# Glossosoma hissaricum
Glossosoma hissaricum là một loài Trichoptera trong họ Glossosomatidae. Chúng phân bố ở miền Cổ bắc.